# فرودگاه چیلوک
فرودگاه چیلوک (به انگلیسی: Chilliwack Airport) یک فرودگاه همگانی با کد یاتا YCW است که یک باند فرود آسفالت دارد و طول باند آن ۱۲۱۵ متر است. این فرودگاه در کشور کانادا قرار دارد و در ارتفاع ۱۰ متری از سطح دریا واقع شده‌است.